# Poroszló, Heves
Poroszló este un sat în districtul Füzesabony, județul Heves, Ungaria, având o populație de 3.058 de locuitori (2011). 

## Demografie
Componența etnică a satului Poroszló
     Maghiari (91,16%)
     Romi (6,72%)
     Necunoscut (0,65%)
     Alții (1,48%)
Componența confesională a satului Poroszló
     Romano-catolici (31,1%)
     Reformați (21,03%)
     Fără religie (12,72%)
     Necunoscută (34,47%)
     Alte religii (1,67%)
Conform recensământului din 2011, satul Poroszló avea 3.058 de locuitori. Din punct de vedere etnic, majoritatea locuitorilor (91,16%) erau maghiari, cu o minoritate de romi (6,72%). Apartenența etnică nu este cunoscută în cazul a 0,65% din locuitori. Nu există o religie majoritară, locuitorii fiind romano-catolici (31,1%), reformați (21,03%) și persoane fără religie (12,72%). Pentru 34,47% din locuitori nu este cunoscută apartenența confesională.